# Теорія ієрархії мовних рівнів
Теорія ієрархії мовних рівнів — теорія французького мовознавця Еміля Бенвеніста, згідно з якою мовні одиниці планом вираження спираються на нижчий рівень, а планом змісту входять до вищого рівня.

## Загальна характеристика
Теорію сформулював у 1962 році французький мовознавець Еміль Бенвеніст. Суть цієї теорії полягає в тому, що мовні одиниці планом вираження спираються на нижчий рівень, а планом змісту входять до вищого рівня. Схематично це можна зобразити так:
| Слово   |
| Морфема |
| Фонема  |

Морфема планом вираження спирається на фонему, тобто складається з фонем, але свого змісту набуває лише в складі слова. Наприклад: закінчення -а має значення називного відмінка однини, жіночого роду тільки в складі слова (рук-а, рік-а, сестр-а). Фонему також можна визначити лише як складову частину одиниці вищого рівня — морфеми. Формою мовної одиниці є її здатність розкладатися на складові елементи нижчого рівня, а значенням — здатність бути складовою частиною одиниці вищого рівня. 
Таке розуміння мовної структури, на думку більшості мовознавців, допускає тільки один напрям аналізу — від нижчого рівня до вищого, від форми до змісту.